# Pierre Gensous
Pierre Gensous (geboren 25. Juli 1925 in Mont-de-Marsan, Landes; gestorben 2. Dezember 2017) war ein französischer Gewerkschafter und Politiker. Er war von 1969 bis 1978 Generalsekretär des Weltgewerkschaftsbundes (WGB).

## Leben
Gensous, Sohn eines Arbeiters, schloss sich schon als junger Metallarbeiter der Confédération générale du travail (CGT) an. Er war zunächst in verschiedenen Funktionen für die CGT auf der Ebene des Départements tätig. 1954 wurde er zum Sekretär der Fédération des travailleurs de la métallurgie (Metallarbeiterverband) im CGT gewählt.
Von 1959 bis 1961 war Gensous Vorsitzender der Internationalen Vereinigung der Gewerkschaften der Metall- und Maschinenbauindustrie im WGB. 1964 wurde er zum Generalsekretär dieser Vereinigung gewählt.
Im Oktober 1965 wählte der VI. Weltgewerkschaftskongress in Warschau Gensous zum stellvertretenden Generalsekretär des WGB. Auf dem VII. Weltgewerkschaftskongress in Budapest im Oktober 1969 wurde er zum Generalsekretär des WGB gewählt, der er bis April 1978 blieb.
Von 1978 bis 1985 gehörte Gensous dem Bureau confédéral, dem höchsten Gremium der CGT, an. Ab 1985 war Gensous Leiter des Institut « Louis Saillant »/Centre d’étude, de recherche et de coopération internationale (ILS-CERCI, Zentrum für Studien, Forschung und Internationale Zusammenarbeit) der CGT.
Ab 1970 war Gensous Kandidat, von 1972 bis 1979 Mitglied des ZK der Französischen Kommunistischen Partei.